# HMS Delfinen (1961)
Pour les autres navires du même nom, voir HMS Delfinen.
Le HMS Delfinen (en suédois : Dauphin) est le quatrième navire de la classe Draken de sous-marins de la marine royale suédoise.

## Construction et carrière
Le navire a été commandé au chantier naval de Karlskronavarvet et sa quille a été posée en 1958. Le navire a été lancé le 7 mars 1961 et mis en service le 7 juin 1962.
Il a été désarmé le 1er novembre 1989 et ferraillé à Gävle en 1993.

## Galerie

HMS Delfinen
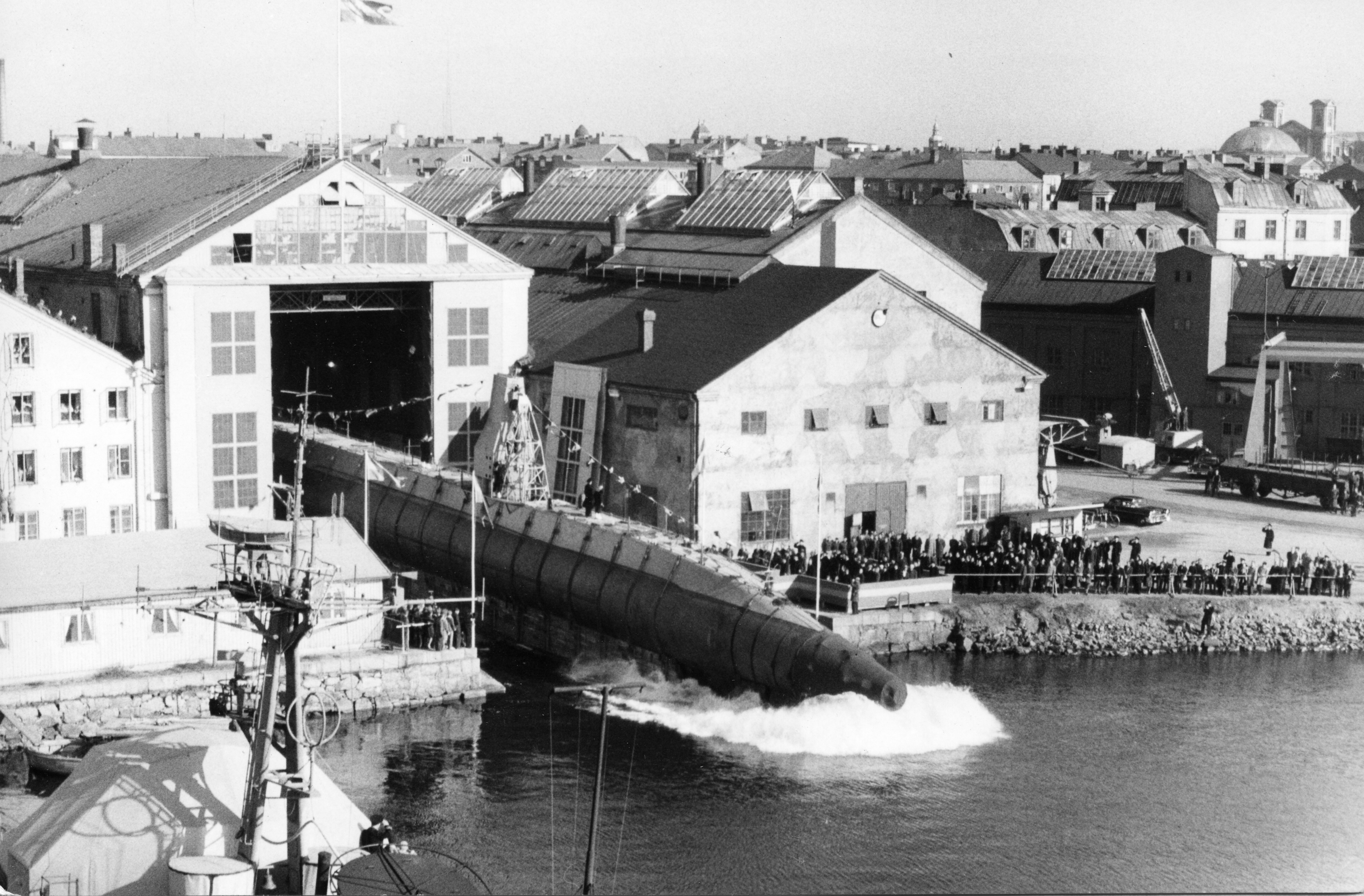
HMS Delfinen le 7 mars 1961.
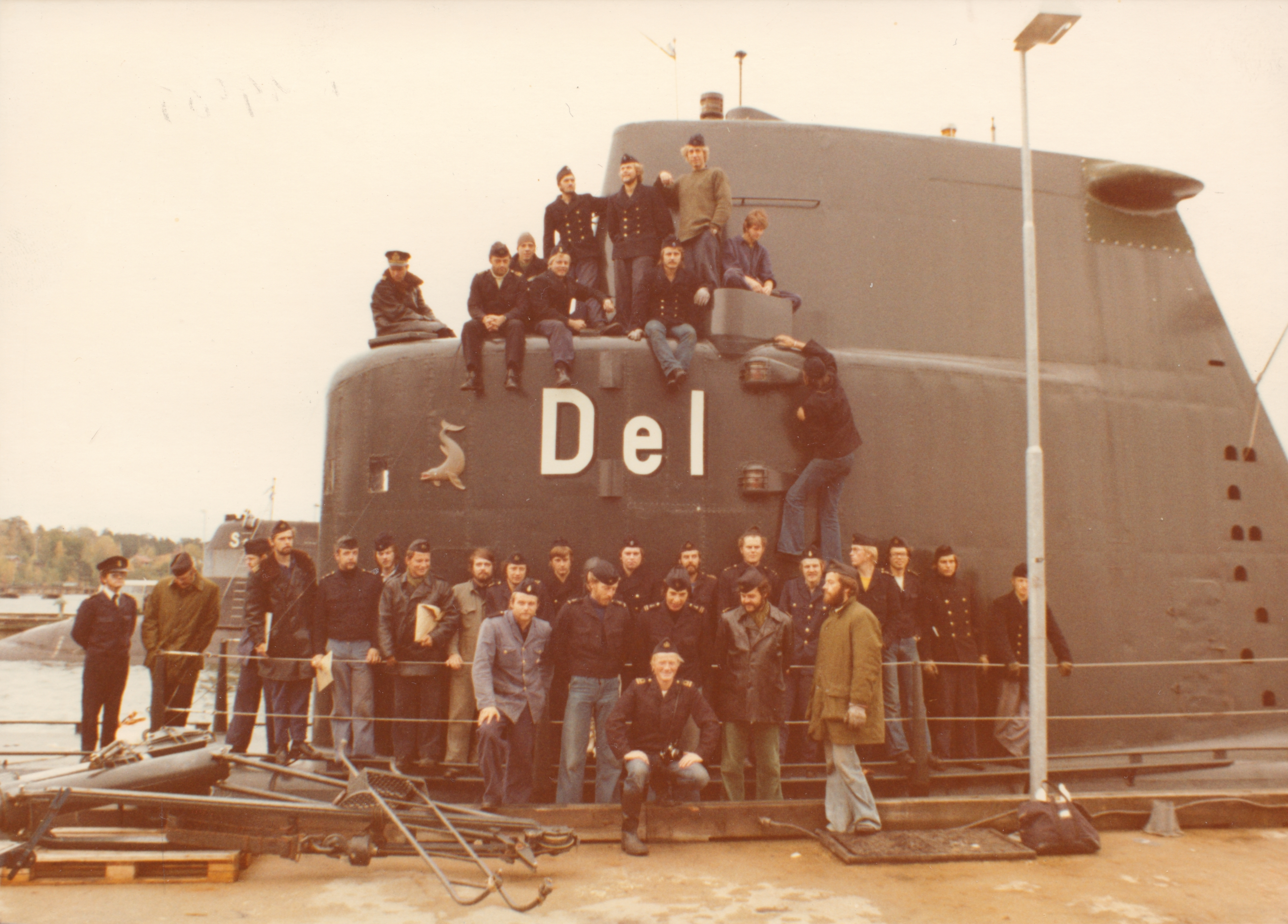
HMS Delfinen en 1972.
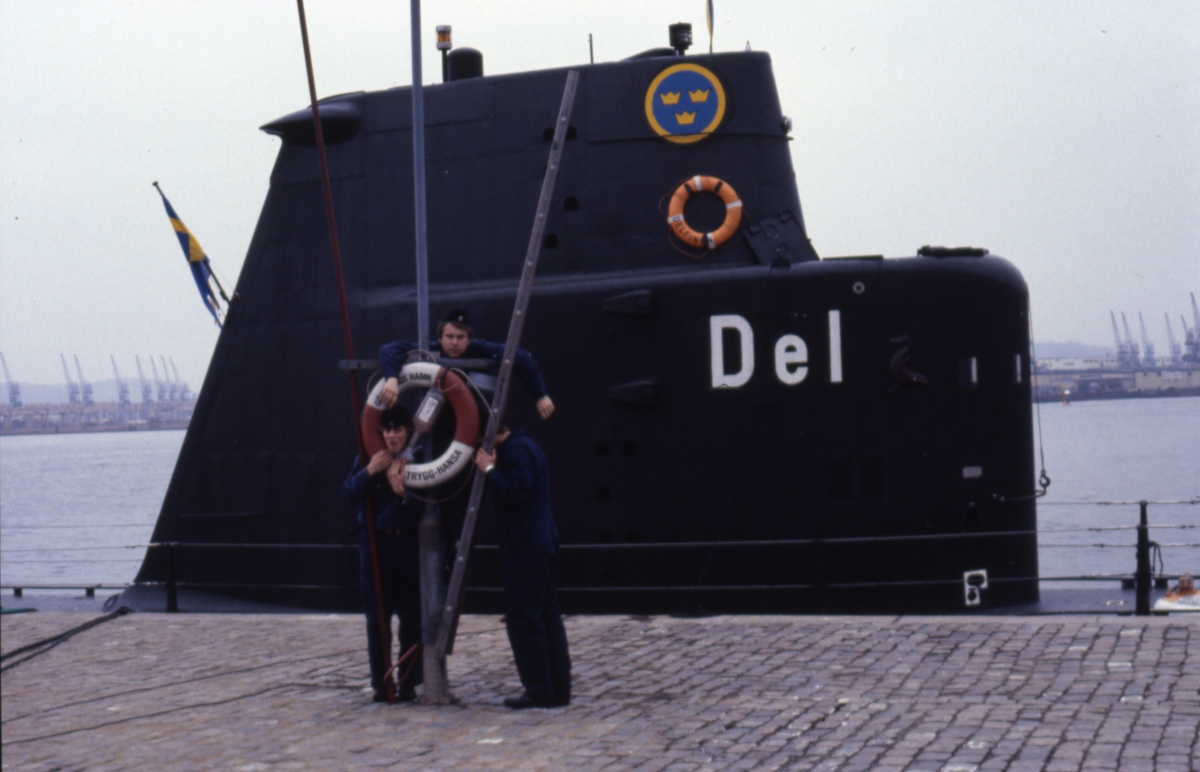
HMS Delfinen en 1982.